# Кочетков, Юрий Владимирович (Герой Социалистического Труда)
Юрий Владимирович Кочетков (18 июня 1929 — 10 июля 2006) — бригадир Купавнинской тонкосуконной фабрики имени Н. Н. Акимова Министерства лёгкой промышленности РСФСР. Герой Социалистического Труда (1971).

## Биография
В 1970 году досрочно выполнил личные социалистические обязательства и производственные задания Восьмой пятилетки (1966—1970). Указом Президиума Верховного Совета СССР от 5 апреля 1971 года «за выдающиеся успехи в досрочном выполнении заданий пятилетнего плана и большой творческий вклад в развитие производства тканей, трикотажа, обуви, швейных изделий и другой продукции легкой промышленности» удостоен звания Героя Социалистического Труда с вручением ордена Ленина и золотой медали «Серп и Молот».
После выхода на пенсию проживал в Старой Купавне.
Умер в 2006 году.

## Память
В Старой Купавне на доме № 61 по Большой Московской улице установлена посвящённая ему мемориальная табличка.